# Hano Qritho
Hano Qritho (Syrisch-Aramees: ܚܢܘ ܩܪܝܬܐ) is een traditionele viering onder de Arameeërs die jaarlijks plaatsvindt op de zondag vóór de Grote Vasten. De traditie vindt haar oorsprong in het oude Mesopotamië, ofwel Tur Abdin en Syrië en wordt tegenwoordig ook in de diaspora voortgezet.

## Oorsprong en betekenis
Hano Qritho is gebaseerd op het Bijbelverhaal uit Richteren 11:29-40, waarin Jefta zweert om de eerste persoon die hem tegemoetkomt na zijn overwinning op te offeren. Volgens de Aramese traditie werd hier later een mythe van gemaakt, waarin Hano de dochter zou zijn van een overleden priester.
De viering markeert het begin van de vastentijd en symboliseert zowel voorbereiding als gemeenschapszin. 

## Tradities en viering
Op Hano Qritho gaan kinderen en jongeren in dorpen langs de huizen met een verklede pop die Hano voorstelt. Al zingend verzamelen ze bulgur, boter en eieren, die later naar de kerk worden gebracht. Daar wordt een traditionele maaltijd van bulgur en ei bereid en onder de gemeenschap verdeeld.
Een bijzonder gebruik tijdens de viering is het verstoppen van een bord bulgur en ei. Degene die het vindt, wordt geacht geluk te krijgen in het komende jaar.  
Daarnaast werd de Hano-pop symbolisch op iemands rug geslagen als een ritueel om genezing of zegeningen af te roepen. Aan het einde van de viering werd de pop kapotgemaakt, waarmee de ceremonie werd afgesloten.  

## Hano Qritho in de diaspora
Na de migratie van veel Arameeërs naar Europa en andere delen van de wereld, wordt Hano Qritho nog steeds gevierd in de diaspora. Vooral in Nederland, Duitsland en Zweden houden Aramese gemeenschappen deze traditie in stand door bijeenkomsten en symbolische vieringen te organiseren.  